# Kristina Keneally
Kristina Kerscher Keneally (nascida em 19 de dezembro de 1968) é um política australiana que é senadora de Nova Gales do Sul desde fevereiro de 2018, representando o Partido Trabalhista. Desde 2019, ela atua como Vice-Líder da Oposição no Senado, Ministra das Sombras para Assuntos Internos e Ministra das Sombras para Imigração e Cidadania. Ela atuou anteriormente como primeira-ministra de Nova Gales do Sul de 2009 a 2011, a primeira mulher a ocupar o cargo.